# 交口街道 (吕梁市)
交口街道，是中华人民共和国山西省吕梁市离石区下辖的一个乡镇级行政单位。

## 行政区划
交口街道下辖以下地区：
交口村、高家沟村、岐则沟村、石盘村、枣架村、乔家塔村、王家塔村、贺家塔村、杜家山村、芦则峁村、葫芦把村、梁家焉村、渠家山村和贺家山村。